# 토끼와 곰
"토끼와 곰"(Rabbits And Bears)은 한국에서 제작된 김효정 감독의 2005년 영화이다. 김준원 등이 주연으로 출연하였다.

## 출연

### 주연
- 김준원
- 장남열
- 전진배
- 이소영
- 김희령
- 이현주

## 기타
- 프로듀서: 이은경
- 제작부: 김동혁
- 제작부: 장숙희
- 촬영부: 오민호
- 촬영부: 이완수
- 촬영부: 이정화
- 촬영부: 노동진
- 연출부: 박성용
- 연출부: 이도윤
- 연출부: 안혜신
- 연출부: 김보현
- 동시녹음B팀: 안혜신
- 동시녹음B팀: 김규석
- 믹싱: 나준택
- 미술: 우경희
- 분장: 천지민
- 분장: 정혜영